# Ruschmeyer R90
Le Ruschmeyer R90 (ou Solaris Sigma 230 aux États-Unis) est un avion de sport monomoteur. C'est le premier avion construit en vinylester, fibres de verre et carbone.